# Calliphora tasmanensis
Calliphora tasmanensis är en tvåvingeart som först beskrevs av Macquart 1851.  Calliphora tasmanensis ingår i släktet Calliphora och familjen spyflugor. Inga underarter finns listade i Catalogue of Life.